# Polystichum wolfii
Polystichum wolfii är en träjonväxtart som beskrevs av Georg Hans Emmo Wolfgang Hieronymus. Polystichum wolfii ingår i släktet Polystichum och familjen Dryopteridaceae. Inga underarter finns listade.